# Puzrish-Dagan

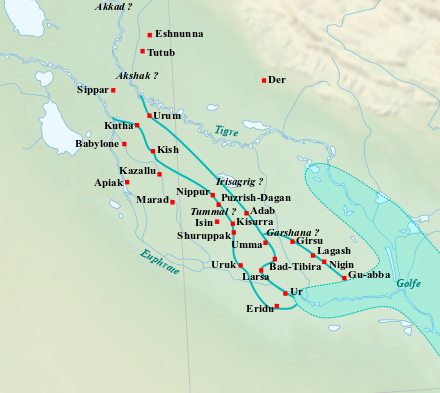
Localisation de Puzrish-Dagan et des principaux sites de la Troisième Dynastie d'Ur

Puzrish-Dagan est une ancienne cité de la Mésopotamie antique, dont l'emplacement se trouve sur le site archéologique de Drehem, dans le sud de l'Irak. Elle a été fondée au XXIe siècle av. J.-C. par le roi Shulgi d'Ur, à une dizaine de kilomètres au sud-est de Nippur. Elle a livré des milliers de tablettes administratives, et n'eut une certaine importance que durant quelques décennies, puisque les archives s'arrêtent au début du règne d'Ibbi-Sin, deuxième successeur de Shulgi.

## Un site découvert par des fouilles clandestines
Le site de Drehem est découvert par des fouilleurs clandestins en 1909. La région est alors sous domination ottomane, et l'archéologie de la Mésopotamie méridionale connaît un important essor, après les découvertes de nombreux objets et tablettes cunéiformes sur les sites de Sippar (Tell Abu Habbah), Girsu (Tello) et Nippur, ce qui a donné naissance à un important commerce des antiquités, encourageant la recherche et le commerce non autorisés d'objets, et donc des fouilles clandestines. Les tablettes de Drehem apparaissent sur les marchés des antiquités en 1909-1910, et leur site de provenance est rapidement identifié, le site voisin de Nippur étant alors fouillé par des équipes américaines. François Thureau-Dangin rapporte ainsi la découverte des tablettes dans un article de la Revue d'Assyriologie de 1910, et obtient des informations sur le site par Hermann Hilprecht, un des fouilleurs de Nippur.

## Fouilles récentes
Le site de Drehem a fait l'objet de fouilles régulières en 2007 par des équipes d'archéologie irakiennes, dirigées par Ali Ubeid Shalkham.

## Les archives de Puzrish-Dagan

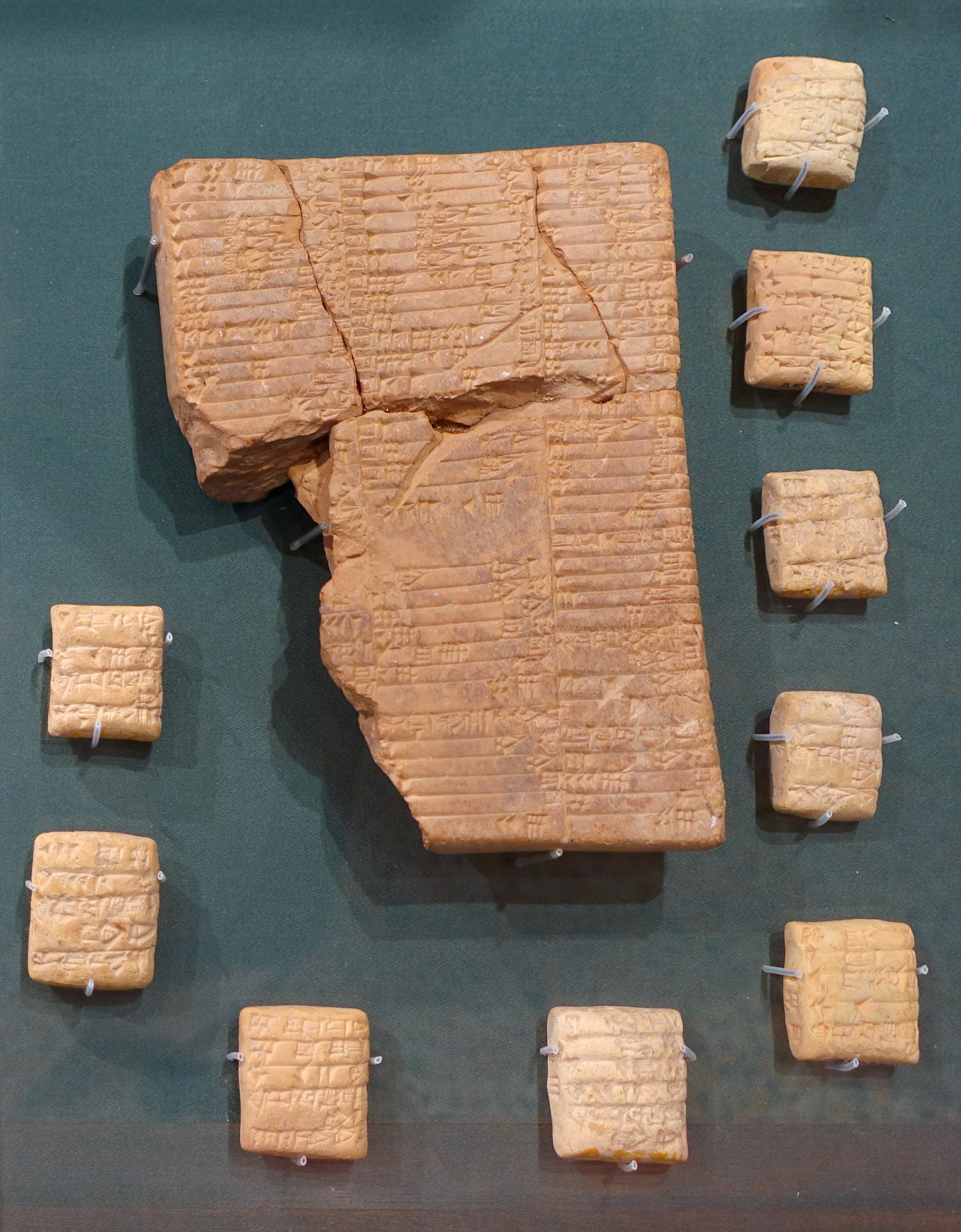
Grande tablette d'inventaire et certaines des petites tablettes de gestion quotidienne dont elle centralise les informations, sur la circulation d'animaux. Puzrish-Dagan, règne d'Amar-Sîn (5e année). Musée de l'Institut oriental de Chicago.

Une évaluation récente (2016) de M. Molina identifie 15 647 tablettes qui ont assurément ou très probablement été mises au jour à Drehem. Elles sont essentiellement issues des fouilles clandestines du début du XXe siècle, mais le site a de nouveau fait l'objet de fouilles illégales durant la période de troubles liés aux deux guerres du Golfe de 1991 et 2003. Les tablettes s'étendent sur une période qui va de la 29e année du règne de Shulgi à la 2e année du règne d'Ibbi-Sîn, soit une trentaine d'années. Elles sont majoritairement datées du règne d'Amar-Sîn.
La majeure partie des tablettes provient d'un bureau gérant les déplacements de bétail, sur une période de 26 ans (Shulgi 43 à Ibbi-Sîn 2). Il s'agit pour beaucoup de courts documents de réception et de livraison d'animaux. Ils proviennent de donations de la famille royale et des hauts dignitaires du royaume, de taxes, et de butin. Certains sont directement expédiés vers des temples où ils sont sacrifiés, ou bien ils sont transférés et parqués dans un site, en attendant de servir pour le culte, ou nourrir des prêtres, agents et dépendants de l’État, notamment en guise de rations, ou les chiens des chenils publics. Selon des tablettes faisant le bilan des transferts d'animaux sur une année, Amar-Sîn 5, le bureau aurait enregistré sur cette période les mouvements de 5 700 bovins, 750 équidés, 900 animaux sauvages (principalement des gazelles), et 70 000 moutons et chèvres. L'organisation générale de cette structure est discutée, beaucoup de points restant à éclaircir. La question de savoir si ces animaux transitaient effectivement par le site ou y étaient abattus est discutée. L'opinion la plus commune, depuis les découvertes des premières tablettes, présente Puzrish-Dagan comme un gigantesque parc à bestiaux. Mais cela n'est pas assuré. La documentation indique avant tout qu'on y trouvait un centre administratif chargé de gérer les transferts d'animaux. Cet organisme semble divisé en plusieurs bureaux, peut-être organisés autour d'un « bureau central », chargé notamment de la tenue des bilans généraux. Il semble par ailleurs que cet organisme ait eu des sortes de succursales dans d'autres villes, notamment à Ur et Nippur. Les textes indiquent aussi qu'on trouve aussi à Puzrish-Dagan, en lien avec les animaux : des abattoirs, des cuisines, et des ateliers de travail des peaux,.
Il est au moins assuré que Puzrish-Dagan ne sert pas qu'à être un parc à bestiaux, puisque d'autres archives, bien moins importantes que la précédente, ont été mises au jour, :
- l'archive du Trésor (Shulgi 36 à Shu-Sîn 9), qui enregistre les sorties de métaux précieux (or et argent), et de vaisselle de luxe produite avec cette matière première ;
- l'archive des chaussures (Shulgi 32 à Ibbi-Sîn 3), qui documente la fabrication dans des ateliers royaux de chaussures de qualité, en employant une partie du cuir du bétail abattu localement ;
- une autre archive, composite, parfois appelée « Early Drehem Series », parce qu'elle date des débuts de l'occupation du site ; on y trouve notamment l'archive d'une épouse de Shulgi, appelée Shulgi-shimti, qui gère une sorte de fondation pieuse organisant des dons sacrificiels à des sanctuaires.

Cette archive semble indiquer que la ville a initialement pour nom Esagdana Nibru, et, avec les autres archives secondaires, elle montre que le site sert de centre administratif mineur, avant que Shulgi n'entreprenne d'en faire un centre majeur. Il commémore la construction d'un temple dans la ville en nommant d'après elle ses 39e, 40e et 41e années de règne. C'est ensuite que commence à fonctionner l'archive centrale gérant les flux d'animaux. La nature de ce projet reste indéterminée tant que la fonction exacte de Puzrish-Dagan n'est pas clairement identifiée. On y trouvait certes des parcs à bestiaux, mais aussi des abattoirs, des ateliers de fabrication du cuir, des cuisines. Est-ce que Shulgi commémore en fait par ses noms d'années la construction de ce centre administratif ? Il se pourrait aussi que le roi ait construit une résidence royale dans le voisinage de Puzrish-Dagan. La région de Nippur, avec la cité voisine de Tummal, sert en tout cas souvent de résidence royale à cette période, plus que la cité d'Ur dont se revendiquent les rois. Puzrish-Dagan semble vouée à compléter ce dispositif, peut-être avec une fonction plus administrative et utilitaire.